# 보스호트 계획
보스호트 계획(러시아어: Восход)은 소련의 두 번째 유인 우주 비행 프로젝트였다. 보스호트 우주선과 로켓을 이용해 1964년과 1965년에 각각 두 차례의 1일 유인 임무가 수행되었고, 1966년에는 두 마리의 개가 22일 임무를 수행했다.
보스호트 개발은 보스토크 계획의 후속 작업이자 첫 6번의 비행 이후 해당 프로그램이 취소되어 남은 부품을 재활용하는 것이었다. 보스호트 계획은 소유스 계획으로 대체되었다.

## 비행

### 무인
- 코스모스 47호
- 코스모스 57호
- 코스모스 110호

### 유인
- 보스호트 1호
- 보스호트 2호

### 취소됨
- 보스호트 3호
- 보스호트 4호
- 보스호트 5호
- 보스호트 6호